# Jim Halliday
James Halliday, detto Jim (Farnworth, 19 gennaio 1918 – 6 giugno 2007), è stato un sollevatore britannico.

## Biografia
Vinse la medaglia di bronzo alle Olimpiadi di Londra 1948, valevoli anche come Campionato europeo di sollevamento pesi, per il quale ottenne la medaglia d'oro.
Vinse anche due medaglie d'oro ai Giochi dell'Impero e del Commonwealth Britannico nell'edizione di Auckland 1950 nei pesi leggeri (fino a 67,5 kg.) ed in quella di Vancouver 1954 nei pesi medi (fino a 75 kg.).
Partecipò anche alle Olimpiadi di Helsinki 1952 nei pesi leggeri, terminando fuori classifica per aver fallito i tre tentativi nella prova finale di slancio.